# Canavieiras
Canavieiras là một đô thị thuộc bang Bahia, Brasil. Đô thị này có diện tích 1375,556 km², dân số năm 2007 là 33523 người, mật độ 24,37 người/km².